# داستان‌های بیدپای
داستان‌های بیدپای ترجمه‌ای دیگر از کتاب کلیله و دمنه به فارسی است.

## تاریخچه
این ترجمه به امر اتابک سیف الدین غازی اول، از اتابکان موصل، به دست محمد بن عبدالله بخاری بین سال‌های ۵۴۱ تا ۵۴۴ ق انجام شده‌است. از این کتاب تنها یک نسخه در کتابخانۀ موزۀ طوپقاپوسرای ترکیه موجود است.
این ترجمه از کلیله و دمنه بر خلاف ترجمۀ نصرالله منشی، از پیچیدگی و لفاظی به‌دور است و سبکی ساده‌تر دارد. غلامحسین یوسفی ترجمۀ بخاری را «ساده و روشن و گیرا» توصیف کرده‌است. وی صفت عمدۀ نثر بخاری را ایجاز و جمله‌های کوتاه می‌داند.
ظاهراً داستان‌های بیدپای در ۱۵ باب نگارش شده‌است، ولی نسخۀ اساس آن افتادگی‌هایی دارد. بهترین تصحیح داستان‌های بیدپای را پرویز ناتل خانلری و محمد روشن فراهم کرده‌اند.